# 苏尼特右旗
蘇尼特右旗，簡稱西蘇旗，是中華人民共和國內蒙古自治區錫林郭勒盟轄下的一個旗，該旗人民政府駐於賽漢塔拉鎮。

## 历史
西苏旗辖境，汉代由乌桓、鲜卑所居，晋代为拓跋氏地，隋唐时属突厥汗国，金时属西京路。元朝时隶属中书省兴和路。蘇尼特部自成吉思汗统一蒙古後形成，其十七世孙库克齐图墨尔根台吉率苏尼特部迁居此处。清廷于1642年（崇德七年）正式设苏尼特右翼旗。1912年後，民国政府先后将其归属察哈尔特别区和察哈尔省。中国抗日战争期间，随锡盟属蒙疆聯合自治政府。1945年苏蒙联军解放该地，成立内蒙古人民共和国临时政府。1946年7月底，中共在苏尼特右旗王府召开各阶层代表大会，结束该旗的封建札萨克制度。1948年2月成立牧民会；同年8月成立苏尼特右旗人民政府。1949年8月政府迁至温都尔庙。1958年再迁至赛汗塔拉镇。1969年苏尼特右旗划归乌兰察布盟，1980年5月划回锡林郭勒盟。
1957年首支名为乌兰牧骑的组织即诞生于此。

## 地理
面積為26923平方公里，蘇尼特草原遍布全境的該區，以畜牧業為主，其中肉羊為主要畜牧產物。

## 行政区划
苏尼特右旗下辖3个镇、4个苏木：
赛汉塔拉镇、朱日和镇、乌日根塔拉镇、桑宝拉格苏木、额仁淖尔苏木、赛罕乌力吉苏木、阿其图乌拉苏木和苏尼特右旗朱日和工业园区。

## 人口
2021年，蘇尼特右旗常住人口6.08萬人，其中，城鎮常住人口4.6萬人，常住人口城鎮化率75.66%。户籍總人口65529人，比上年下降0.7%。
该旗总人口中汉族占多数。2004年时人口約為7萬。
苏尼特右旗境内的汉语方言主要属于晋语张呼片。

## 交通
- 208国道、 331国道过境。
- 511国道以西苏旗为起点

## 人物
- 德穆楚克栋鲁普，也称“德王”，曾与日本合作的蒙疆聯合自治政府主要政治人物。